# Passiflora citrina
Passiflora citrina is een van de weinige passiebloemen met gele bloemen. De soort is beschreven door Passiflora-specialist John MacDougal. De plant is in blad- en bloemformaat en in vorm vergelijkbaar met de roodbloeiende Passiflora sanguinolenta. De plant heeft harige, hoekige, korte stengels. Het blad is harig, tweelobbig of licht drielobbig en 2–12 × 1,5–10 cm groot. De bladsteel is tot 2 cm lang.
De bloemen groeien alleen of in paren in de bladoksels op tot 4,5 cm lange bloemstelen. De citroengele bloem is 6 cm lang en tot 6,5 cm breed. De bloembuis is tot 1,3 cm lang. Het kelkblad is tot 3 × 0,5 cm groot. Het kroonblad is tot 3 × 0,3 cm groot. De corona bestaat uit een of zelden twee coronarijen. De buitenste rij is bleekgeel met een gele punt, rechtopstaand en 0,9-1,4 cm lang. De binnenste rij is (mits aanwezig) minder dan 2 mm lang en zit verborgen in de bloembuis. De plant heeft kruisbestuiving nodig om vruchten te vormen. De vrucht is een ovale, enigszins zeshoekige, roodachtige, tot 4,5 × 2,5 cm grote doosvrucht die bij volledige rijpheid open klapt.
Passiflora citrina komt van nature voor in de heuvelige, vochtige dennenbossen van het midwesten van Honduras en het oosten van Guatemala op 600–1500 m hoogte. De bloemen worden hier bestoven door kolibries.
Passiflora citrina wordt de laatste jaren steeds vaker aangeboden op veilingen en in tuincentra. Het is een makkelijke plant die als jonge plant al bloeit in een kleine pot. De plant kan in België en Nederland in de vensterbank worden gehouden en vanaf mei tot september ook buiten worden gehouden. De plant is rijkbloeiend van juni tot september.
Een bekende hybride is Passiflora 'Adularia' (Passiflora sanguinolenta × Passiflora citrina), een door John Vanderplank ontwikkelde hybride die zalmkleurige bloemen heeft.

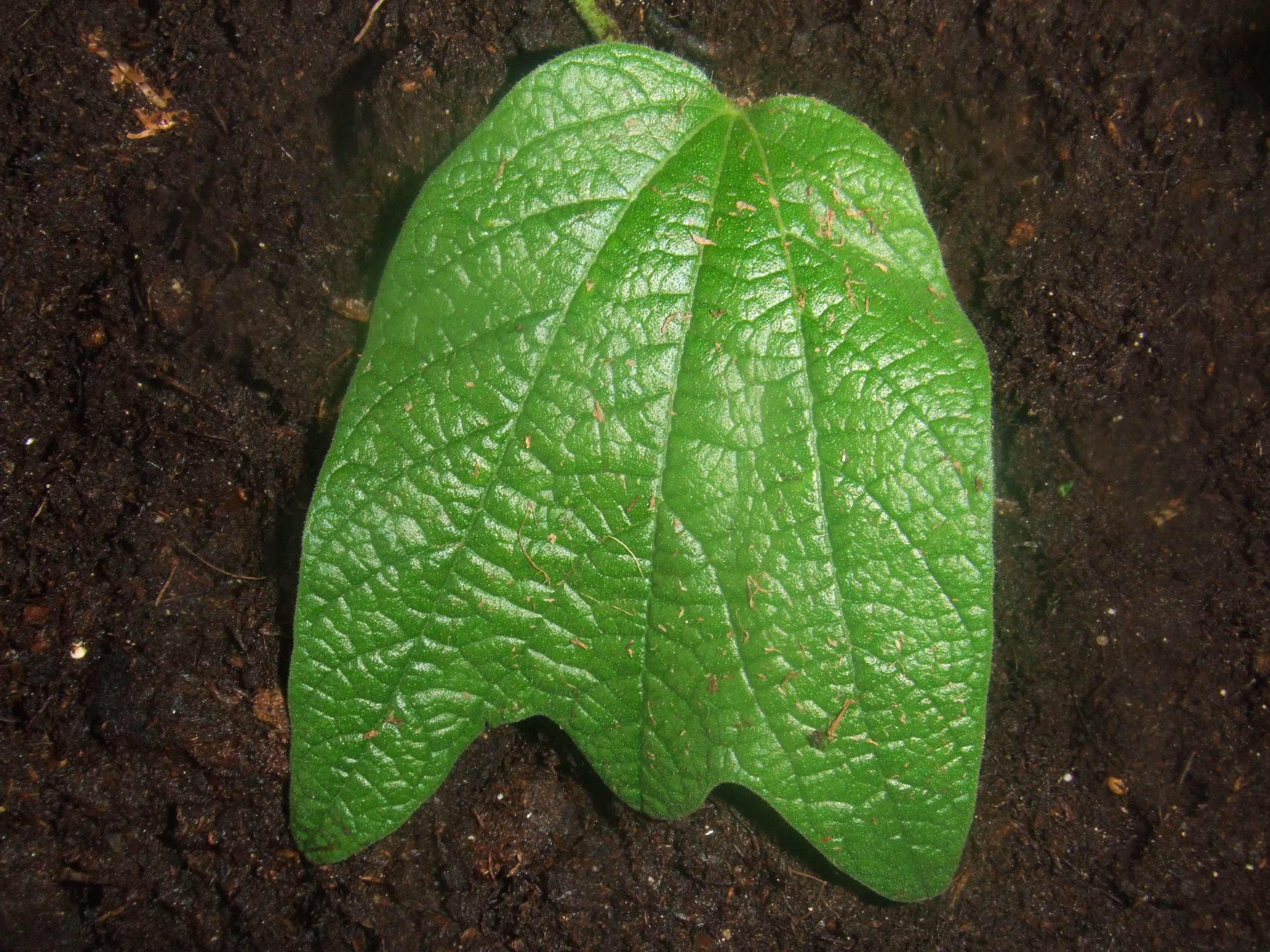
blad

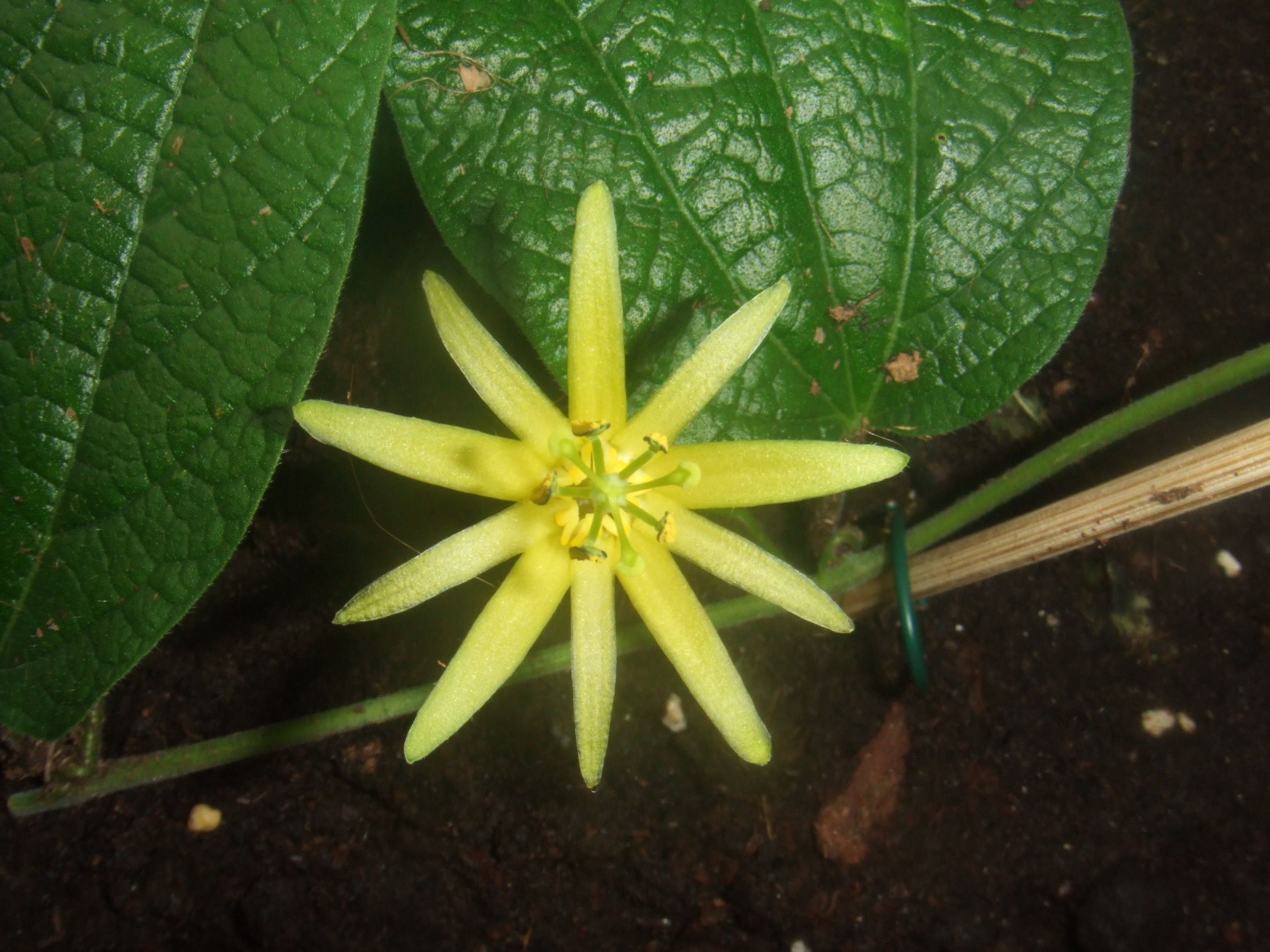
bloem

... · 
P. alata · 
P. aurantia · 
P. biflora · 
P. caerulea (Blauwe passiebloem) · 
P. citrina · 
P. coccinea · 
P. coriacea · 
P. edmundoi · 
P. edulis · 
P. edulis forma edulis · 
P. edulis forma flavicarpa · 
P. foetida · 
P. gibertii · 
P. herbertiana · 
P. incarnata · 
P. jorullensis · 
P. kermesina · 
P. laurifolia · 
P. ligularis · 
P. lindeniana · 
P. loefgrenii · 
P. lutea · 
P. morifolia · 
P. murucuja · 
P. organensis · 
P. picturata · 
P. punctata · 
P. quadrangularis · 
P. racemosa · 
P. rubra · 
P. serratifolia · 
P. suberosa · 
P. subpeltata · 
P. tarminiana · 
P. tulae · 
P. vitifolia · 
P. xishuangbannaensis · 
P. yucatanensis · 
...